# Олга Славкова
Олга Николова Славкова, по мъж Русчева Димитрова (среща се и като Олга Димитрова Славкова) е българска писателка, поетеса и общественичка.

## Биография
Родена е през 1895 г. в Свищов. Следва литература, философия и история на изкуството в Софийския университет и университета в Монпелие, Франция. Член е на Дружеството на българските публицисти, българо-славянското и българо-югославянското дружество. Авторка е на сборници с разкази и стихотворения. Произведенията ѝ са посветени на Христо Ботев, Васил Левски, Иван Вазов, Георги Димитров и др. Сътрудничи на вестниците „Народна помощ“, „Народен пенсионер“, „Отечествен фронт“, „Патриот“, както и на чешката преса – „Лидова демокрация“, „Лидова оброда“ и др. Председателка е на 48-а секция на Комитета на мира. Поддържа връзка е с членове на комитета на чешките жени. Провежда четения в читалища, изнася лекции и сказки пред различни организации и участва в чествания.
Издадени са книгите ѝ „Акорди на сърцето“ – сборник със стихове (1942), „На ранна есен отронени листа“ – разкази и лирика (1933) и сборниците с разкази „Трепети“ (1934), „Невидими сълзи“ (1935), „Под ударите на съдбата“ (1936), „Огърлица от тъмни бисери“ (1936), „Из гънките на едно сърце“ (1936), „От химера до кладата на любовта“ (1937), „Чародейката без сърце“ (1937), „Нейният първи грях“ (1938), „Жената, която люби“ (1939), „Когато сърцето заговори“ (1941).
Умира през 1964 г.
Личният ѝ архив се намира във фонд 64К в Централния държавен архив. Той се състои от 547 архивни единици от периода 1907 – 1967 г.